# Домброва (Новосондецький повіт)
Домброва (пол. Dąbrowa) — село в Польщі, у гміні Хелмець Новосондецького повіту Малопольського воєводства.
Населення — 952 особи (2011).

## Демографія
Демографічна структура станом на 31 березня 2011 року:
|          | Загалом | Допрацездатний вік | Працездатний вік | Постпрацездатний вік |
| -------- | ------- | ------------------ | ---------------- | -------------------- |
| Чоловіки | 451     | 120                | 296              | 35                   |
| Жінки    | 501     | 147                | 296              | 58                   |
| Разом    | 952     | 267                | 592              | 93                   |